# Enzo Giancarli
Enzo Giancarli (Arcevia, 18 settembre 1953) è un politico italiano, presidente della provincia di Ancona dal 1998 al 2007..

## Biografia
Sposato, tre figli, è dipendente dell'azienda sanitaria di Senigallia (Ancona). È stato sindaco di Arcevia dal 1976 al 1988 per il PCI, consigliere della Comunità Montana dell'Esino Frasassi, vicepresidente della provincia di Ancona per il PDS dal 1994 al 1998.
È stato eletto Presidente della provincia di Ancona nelle elezioni amministrative del 1998 con il 66,2% dei voti.
È stato poi confermato alle elezioni amministrative del 2002, raccogliendo il 64,9% dei voti in rappresentanza di una coalizione di centrosinistra. In consiglio provinciale era sostenuto da una maggioranza costituita da Democratici di Sinistra, La Margherita, PRC, SDI, Verdi e Comunisti Italiani. Negli stessi anni è membro della direzione nazionale dei Democratici di Sinistra e componente del direttivo nazionale dell'UPI (Unione delle Province d'Italia). Il mandato suo amministrativo è scaduto nel 2007, quando viene eletta Patrizia Casagrande Esposto.
Nel 2009 viene eletto al consiglio comunale di Arcevia. Nel 2010 diventa consigliere regionale nelle Marche per il PD ed è presidente della IV Commissione consiliare (ambiente, territorio, trasporti, infrastrutture); conferma il proprio seggio in consiglio regionale anche nel 2015. Conclude il mandato nel 2020.